# آنا أندريس
آنا أندريس (بالأوكرانية: Анна Андрес)‏ هي عارضة أوكرانية، ولدت في 17 نوفمبر 1993 في لفيف في أوكرانيا.